# Filmkritikerpriset
Filmkritikerpriset (norska: Filmkritikerprisen) är ett norskt pris för inhemsk film. Priset instiftades 1948 av Norsk Filmkritikerlag och delades ut första gången 1950. Fram till 1997 delades det ut för bästa enskilda insats. Från och med 1997 utses istället det föregående årets bästa norska långfilm och priset tillfaller regissören. Vissa år har man underlåtit att dela ut priset, då man inte funnit någon värdig vinnare.

## Pristagare

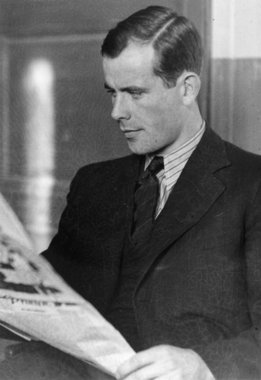
Arne Skouen, pristagare 1950

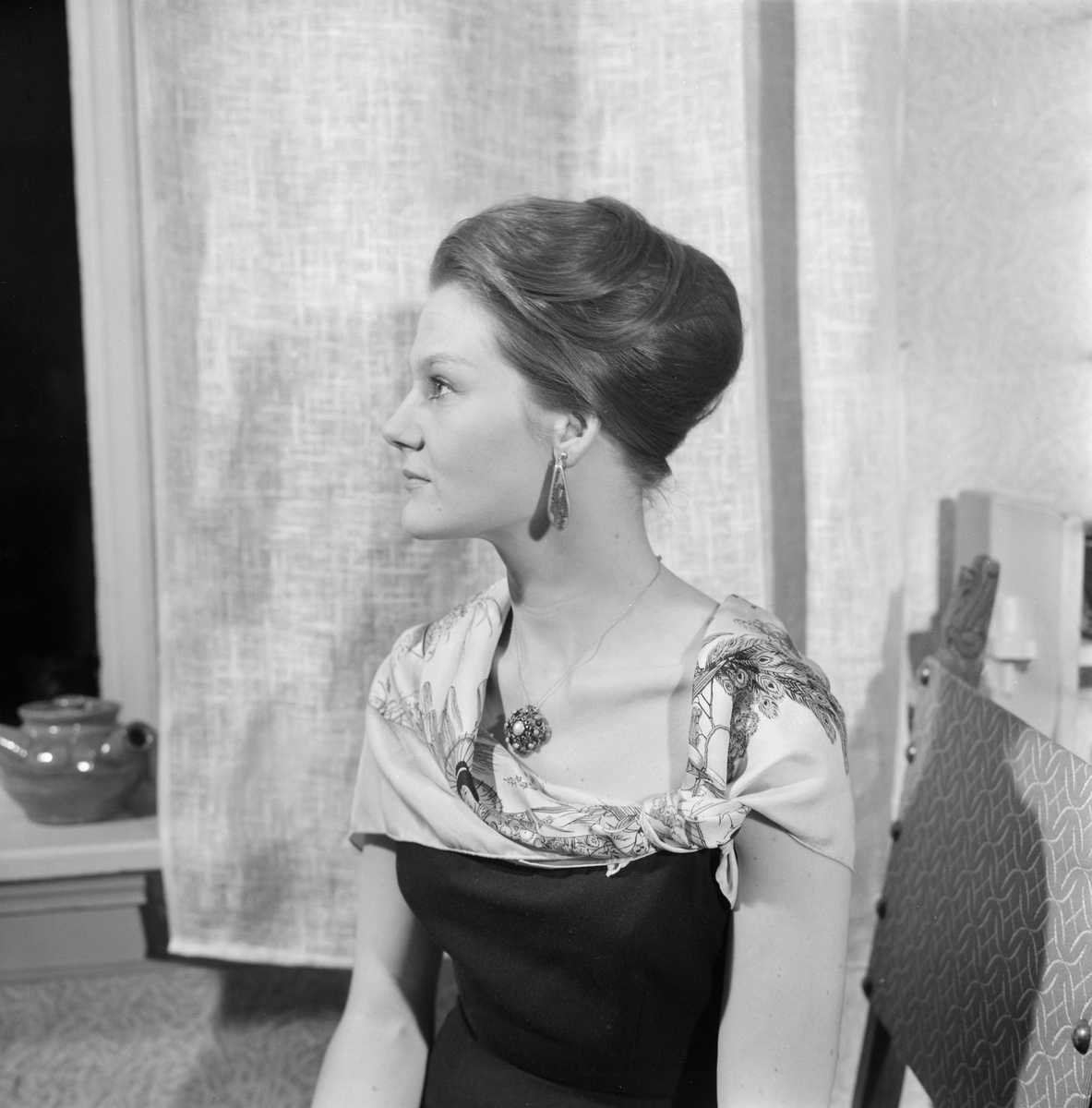
Bente Børsum, pristagare 1975

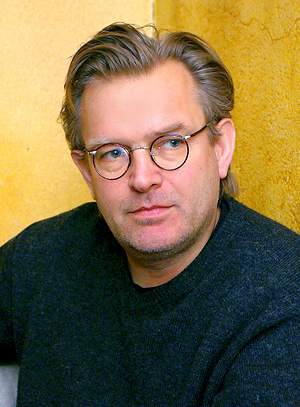
Bent Hamer, pristagare 1996, 2004 och 2008

Följande har tilldelats priset:
| År   | Mottagare                   | Insats                          | Film                                   |
| ---- | --------------------------- | ------------------------------- | -------------------------------------- |
| 1950 | Arne Skouen och Ulf Greber  | Regi                            | Gatpojkar                              |
| 1952 | Henki Kolstad               | Dialogregi                      | Vad vore livet utan dej                |
| 1953 | Kåre Bergstrøm              | Regi                            | Andrine og Kjell og Det kunne vært deg |
| 1954 | Joachim Holst-Jensen        | Roll                            | Cirkus Fandango                        |
| 1955 | Gunnar Sønstevold           | Musik                           | Pyromanen                              |
| 1956 | Ivo Caprino                 | -                               | Sagofilmerna                           |
| 1957 | Per Høst                    | Regi                            | Same-Jakki – viddernas folk            |
| 1958 | Ragnar Sørensen             | Foto                            | Nio liv                                |
| 1959 | Wenche Foss                 | Roll                            | Herren och hans tjänare                |
| 1961 | Olav Engebretsen            | Klipping                        | Strandhugg                             |
| 1961 | Egil Monn-Iversen           | Musik                           | Strandhugg                             |
| 1969 | Arnljot Berg                | Regi                            | Prinsessa på villovägar                |
| 1970 | Knut Andersen               | Regi                            | Brent jord                             |
| 1971 | Lasse Henriksen             | Användning av filmen som medium | Love Is War                            |
| 1972 | Anja Breien                 | Regi                            | Våldtäkt                               |
| 1974 | Oddvar Bull Tuhus           | Regi                            | Maria Marusjka                         |
| 1975 | Bente Børsum                | Roll                            | Mors hus                               |
| 1976 | Odd Geir Sæther             | Foto                            | Fru Inger til Østråt                   |
| 1977 | Svend Wam                   | Manus och regi                  | Dom ger ju fan i oss...                |
| 1978 | Erling Thurmann-Andersen    | Foto                            | Den allvarsamma leken                  |
| 1980 | Bjørn Sundquist             | Roll                            | Kronprinsen                            |
| 1981 | Rolf Søder                  | Roll                            | Belønningen                            |
| 1982 | Vibeke Løkkeberg            | Regi                            | Løperjenten                            |
| 1986 | Geir Bøhren och Bent Åserud | Musik                           | Orions bälte                           |
| 1987 | Oddvar Einarson             | Regi                            | X                                      |
| 1988 | Halvor Næss                 | Foto                            | Is-slottet                             |
| 1989 | Philip Øgaard               | Foto                            | Sweetwater och Hotel St. Pauli         |
| 1990 | Martin Asphaug              | Regi                            | Tidlös kärlek                          |
| 1991 | Eva Isaksen                 | Regi                            | Döden på Oslo C                        |
| 1992 | Torun Lian                  | Manus                           | Frida - med hjärtat i handen           |
| 1993 | Anneke von der Lippe        | Roll                            | Krigarens hjärta                       |
| 1994 | Knut Erik Jensen            | Regi                            | Stella Polaris                         |
| 1995 | Unni Straume                | Regi                            | Drömspel                               |
| 1996 | Bent Hamer                  | Regi                            | Eggs                                   |

| År   | Film                           | Regissör                                 |
| ---- | ------------------------------ | ---------------------------------------- |
| 1998 | Junk Mail                      | Pål Sletaune                             |
| 1999 | Bara molnen flyttar stjärnorna | Torun Lian                               |
| 2000 | Sufflösen                      | Hilde Heier, regi och Hege Schøyen, roll |
| 2001 | Detektor                       | Pål Jackman                              |
| 2002 | Häftig & begeistrad            | Knut Erik Jensen                         |
| 2003 | Alt om min far                 | Even Benestad                            |
| 2004 | Psalmer från köket             | Bent Hamer                               |
| 2005 | Hawaii, Oslo                   | Erik Poppe                               |
| 2006 | Vinterkyss                     | Sara Johnsen                             |
| 2007 | Repris                         | Joachim Trier                            |
| 2007 | Den brysomme mannen            | Jens Lien                                |
| 2008 | O' Horten                      | Bent Hamer                               |
| 2009 | deOSYNLIGA                     | Erik Poppe                               |
| 2010 | Upperdog                       | Sara Johnsen                             |
| 2011 | En ganska snäll man            | Hans Petter Moland                       |
| 2012 | Oslo, 31 augusti               | Joachim Trier                            |
| 2013 | Som du ser meg                 | Dag Johan Haugerud                       |
| 2014 | Tusen gånger god natt          | Erik Poppe                               |
| 2015 | Blind                          | Eskil Vogt                               |